# Bogusław Liberadzki
Bogusław Marian Liberadzki (ur. 12 września 1948 w Sochaczewie) – polski polityk, ekonomista, profesor nauk ekonomicznych.
Minister transportu i gospodarki morskiej (1993–1997), poseł na Sejm III i IV kadencji (1997–2004), poseł do Parlamentu Europejskiego V, VI, VII, VIII i IX kadencji (2004–2024), wiceprzewodniczący Europarlamentu VIII kadencji (2017–2019).

## Życiorys

### Wykształcenie i praca zawodowa
Syn Józefa i Zofii. Absolwent Liceum Ogólnokształcącego im. Fryderyka Chopina w Sochaczewie. W 1969 w ramach programu AIESEC wyjechał do Jugosławii. W 1970 ukończył studia w Szkole Głównej Planowania i Statystyki w Warszawie. W 1973 odbył trzymiesięczny staż w Wyższej Szkole Ekonomicznej w Bratysławie. W 1975 obronił pracę doktorską, w 1981 uzyskał stopień doktora habilitowanego. W 1999 otrzymał tytuł profesora nauk ekonomicznych. W latach 1986–1987 był stypendystą Programu Fulbrighta na Uniwersytecie Illinois w Chicago.
Od 1971 był zatrudniony w Katedrze Transportu Szkoły Głównej Handlowej, początkowo jako asystent (do 1975), następnie adiunkt (do 1981) oraz docent (do 1999). W 2001 objął kierownictwo Katedry Transportu SGH.
W latach 1986–1989 pełnił funkcję dyrektora Ośrodka Badawczego Ekonomiki Transportu. Od 1988 do 1989 przewodniczył grupie zajmującej się ekonomiką i trendami rozwoju transportu w Europejskiej Komisji Gospodarczej ONZ w Genewie. W 1998 został profesorem na Wydziale Inżynieryjno-Ekonomicznym Transportu Akademii Morskiej w Szczecinie. W 1994 został członkiem Komitetu Transportu PAN, zasiadł w Radzie Naukowej Instytutu Transportu Samochodowego w Warszawie.

### Działalność polityczna

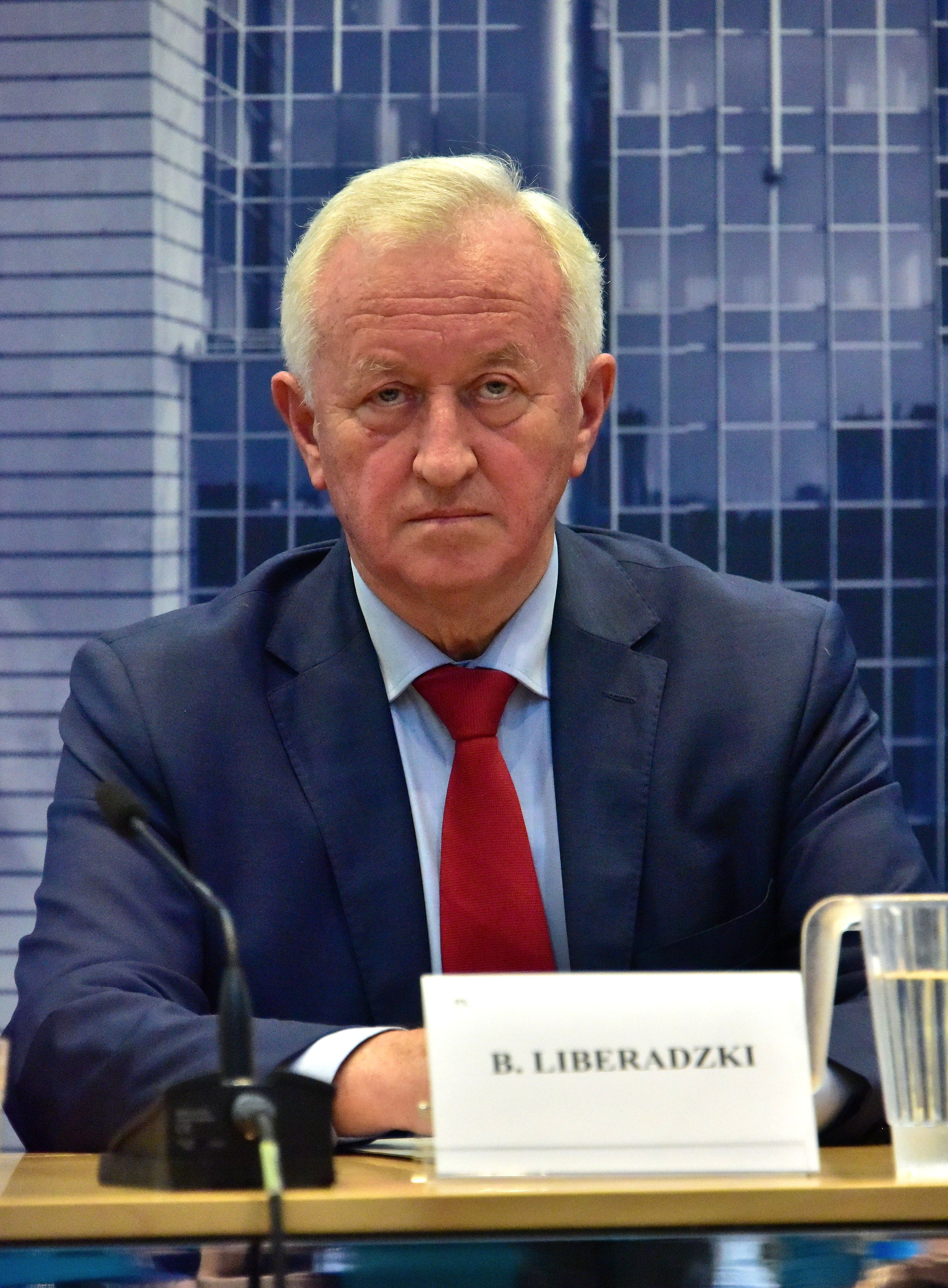
Bogusław Liberadzki (2018)

W 1966 został członkiem Zrzeszenia Studentów Polskich. W latach 1975–1981 należał do Socjalistycznego Związku Studentów Polskich. Przewodniczył Ogólnopolskiej Radzie Młodych Pracowników Nauki. W latach 70. został członkiem Polskiej Zjednoczonej Partii Robotniczej. W latach 1989–1993 był podsekretarzem stanu w resorcie transportu i gospodarki morskiej. Następnie do 1997 pełnił funkcję ministra transportu i gospodarki morskiej w trzech kolejnych gabinetach. Od 1997 do 2004 zasiadał w Sejmie III i IV kadencji z ramienia Sojuszu Lewicy Demokratycznej (w 2001 został wybrany z okręgu szczecińskiego).
W 2003 został stałym obserwatorem Polski w Parlamencie Europejskim, od maja do lipca 2004 był eurodeputowanym V kadencji. W wyborach w 2004 startował z listy SLD-UP w okręgu wyborczym nr 13; uzyskał mandat europosła, otrzymując 25 335 głosów. W PE został członkiem Postępowego Sojuszu Socjalistów i Demokratów. Przystąpił do Komisji Transportu i Turystyki oraz Komisji Budżetu. W 2008 uznany został za najbardziej pracowitego europosła (MEP Awards) w kategorii transport. W wyborach w 2009 skutecznie ubiegał się o reelekcję z ramienia tego samego komitetu.
28 kwietnia 2012 został wiceprzewodniczącym Sojuszu Lewicy Demokratycznej, pełnił tę funkcję do 2021. W wyborach w 2014 ponownie uzyskał mandat eurodeputowanego. 18 stycznia 2017 w czasie sesji plenarnej Parlamentu Europejskiego w Strasburgu został wiceprzewodniczącym PE VIII kadencji. W wyborach w 2019 z powodzeniem ubiegał się o reelekcję do Parlamentu Europejskiego z listy Koalicji Europejskiej. W 2024 zrezygnował z kandydowania w kolejnych wyborach europejskich.

## Wyniki w wyborach ogólnopolskich
| Wybory | Komitet wyborczy                   | Komitet wyborczy                          | Organ             | Okręg                            | Wynik           |
| ------ | ---------------------------------- | ----------------------------------------- | ----------------- | -------------------------------- | --------------- |
| 1997   |                                    | Sojusz Lewicy Demokratycznej              | Sejm III kadencji | nr 44                            | 24 100 (7,59%)  |
| 2001   |                                    | Sojusz Lewicy Demokratycznej – Unia Pracy | Sejm IV kadencji  | nr 41                            | 16 847 (4,96%)  |
| 2004   | Parlament Europejski VI kadencji   | Sojusz Lewicy Demokratycznej – Unia Pracy | nr 13             | 25 335 (6,79%)                   |                 |
| 2009   | Parlament Europejski VII kadencji  | Sojusz Lewicy Demokratycznej – Unia Pracy | nr 13             | 69 909 (15,80%)                  |                 |
| 2014   | Parlament Europejski VIII kadencji | Sojusz Lewicy Demokratycznej – Unia Pracy | nr 13             | 43 348 (10,18%)                  |                 |
| 2019   |                                    | Koalicja Europejska                       | nr 13             | Parlament Europejski IX kadencji | 99 897 (11,36%) |

## Odznaczenia
- Złoty Krzyż Zasługi
- Srebrny Krzyż Zasługi
- Medal Komisji Edukacji Narodowej

## Życie prywatne
Jest żonaty, ma dwóch synów.